# Örnen (Schiff, 1897)
Die 1897 in Dienst gestellte Örnen war der erste Torpedokreuzer (schwed. Torpedkryssare), den die schwedische Flotte erhielt. Sie war das Typschiff von fünf Booten dieser Klasse. Die zum Ende des 19. Jahrhunderts als Torpedokreuzer beschafften Boote waren klein und hatten mit einem starren Bugrohr eine unbedeutende Torpedobewaffnung. Im äußeren Erscheinungsbild ähnelten sie den englischen Torpedokanonenbooten.
1926 wurde die Örnen Schulschiff und diente in der schwedischen Flotte noch als Wachschiff während des Zweiten Weltkriegs.

## Baugeschichte
Die Örnen wurde auf der Lindholmens Varv in Göteborg gebaut. Sie und ihre Schwestern sollten die Panzerschiffe der schwedischen Marine vor Angriffen mit Torpedobooten schützen. Sie waren daher fast reine Artillerieboote und keine vorrangigen Torpedoträger. Ihre zwei 12-cm-L/45-Bofors M.94-Schnellfeuergeschütze mit Schutzschilden und einer Reichweite von 9 km und einer Feuergeschwindigkeit von bis zu 10 Schuss pro Minute standen auf dem Vor- und Achterdeck. In Schwalbennestern neben dem vorderen Schornstein und hinter dem zweiten Schornstein standen vier 5,7-cm-L/55-Maxim-Nordenfeldt-Schnellfeuergeschütze mit einer Reichweite von 5 km und einer Feuergeschwindigkeit von über 20 Schuss pro Minute. Im Bug hatten die Boote noch ein Unterwasser-38,1-cm-Torpedorohr. Die Panzerung der Örnen bestand aus einem 19 mm starken Panzerdeck aus normalem Stahl.
Die beiden von Motala, dem Haupteigner der Bauwerft Lindholmens, zugelieferten Dreifach-Expansionsmaschinen leisteten zusammen 4000 PS, den notwendigen Dampf erzeugten bei der Örnen vier Zylinderkessel. Erst die Nachbauten erhielten acht kleine Wasserrohrkessel, die eigentlich für Torpedoboote konstruiert worden waren.

## Einsatzgeschichte
Die Örnen kam am 4. Mai 1897 als erster „Kreuzer“ der schwedischen Marine in Dienst. Das neue Boot wurde 1897 auf einer Weltausstellung für Kunst und Industrie in Stockholm präsentiert. Es zeigte sich frühzeitig, dass der entwickelte Typ den Anforderungen nicht gewachsen war, da die Torpedoboote erheblich schneller waren. Ab 1902 führte die schwedische Marine für die gedachten Aufgaben anfangs in England beschaffte Zerstörer ein.
Im Dezember 1905 wurde die Örnen nach Riga gesandt, um dort schwedischen Bürgern wären der revolutionären Unruhen Schutz zu bieten. Während des Ersten Weltkriegs wurde die Örnen als Wachschiff eingesetzt.

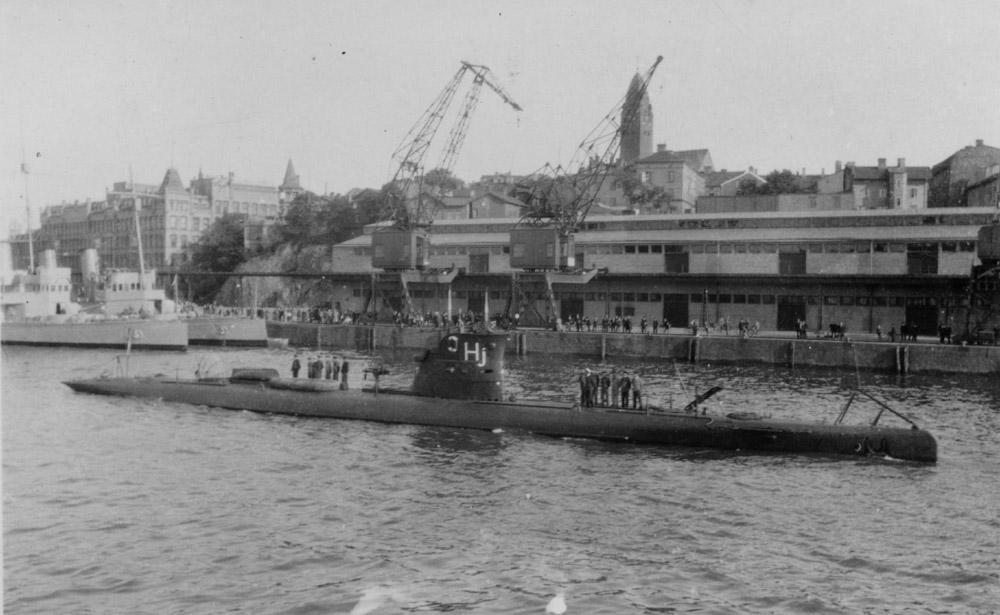
Das U-Boot Hajen

Die relativ ungünstigen Verbrauchswerte des Bootes führten 1922 zu seiner Stilllegung und Überführung in die Flottenreserve.
1926 kam die Örnen als Schulschiff wieder in Dienst. 1928 begleitete sie vom 25. August bis zum 13. September die U-Boot-Division mit den Booten Uttern, Bävern, Hajen und Valrossen von Karlskrona durch den Nord-Ostsee-Kanal nach Dünkirchen, San Sebastian und Bilbao und zurück.

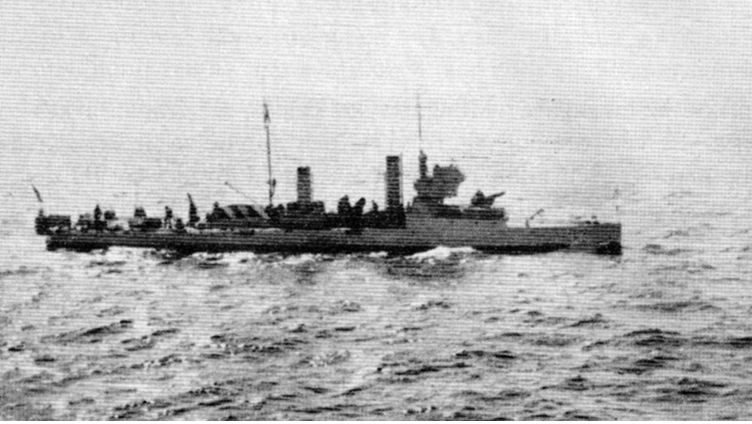
Das Schulboot Vega

1929 machte sie dann zusammen mit dem Schwesterschiff Psilander und den alten 105-t-Torpedobooten Castor, Rigel und Regulus der Plejad-Klasse eine Reise der Seekriegsschule in das damals finnische Wyborg. 1934 wurde diese Reise wiederholt, wobei die Vega die Castor ersetzte. Prominentester Absolvent des Seeoffiziersexamens unter den Kadetten der Örnen war in diesem Jahr Prinz Bertil, der dritte Sohn des schwedischen Kronprinzen.
Mit dem Beginn des Zweiten Weltkriegs wurde sie, wie das auch noch vorhandenen Schwesterschiff Jacob Bagge, wieder als Wachschiff eingesetzt, um Übergriffe der kriegführenden Mächte zu verhindern.
 1942 erhielten beide Boote zwei 25-mm-L/58-M32-Zwillingsflak in hinterer Position und gaben die vier 5,7-cm-Geschütze ab.
Am 16. Juni 1947 wurden die beiden allein verbliebenen Boote endgültig außer Dienst gestellt. Die Örnen wurde noch als Ziel genutzt und dabei 1950 versenkt.

## Die Torpedokreuzer derÖrnen-Klasse
| Name        | Bauwerft                 | Stapellauf        | In Dienst ab  | Endschicksal                                               |
| ----------- | ------------------------ | ----------------- | ------------- | ---------------------------------------------------------- |
| Örnen       | Lindholmen, Göteborg     | 6. August 1896    | 4. Mai 1897   | 16. Juni 1947 a. D., 1950 als Zielschiff versenkt          |
| Claes Horn  | Lindbergs, Stockholm     | 9. Februar 1898   | August 1898   | Dezember 1923 a. D.                                        |
| Jacob Bagge | Kockums, Malmö           | 30. April 1898    | November 1898 | Juni 1947 a. D., 1951 verschrottet                         |
| Psilander   | Bergsunds, Finnboda Varv | 25. November 1899 | Juli 1900     | Juli 1937 a. D., als Zielschiff am 3. August 1939 versenkt |
| Claes Uggla | Bergsunds, Stockholm     | 9. Dezember 1899  | November 1900 | 22. Juni 1917 aufgelaufen, am 30. August 1917 gesunken     |